# Игор Янев
Игор Янев (на македонска литературна норма: Игор Јанев) е дипломат от Република Македония.

## Биография
Янев е роден в 1964 година в Белград, тогава в Социалистическа федеративна република Югославия, днес Сърбия. Защитава докторат в Юридическия факултет на Скопския университет. Става професор по международно право. Игор Янев е бил специален съветник на министъра на външните работи на Република Македония през 2002 година.

### Трудове
Игор Янев е автор на над 160 научни статии предимно в списания извън Република Македония, както и на 18 книги и монографии предимно в областта на международната политика, външната политика, международното право и международните организации. Някои от заглавията са:
- Co-operation of Yugoslavia with UNESCO, publ. Faculty of political science, Belgrade, 1991
- Economic Organizations of the United Nations, (1994) publ. Faculty of Law, Skopje, 1994
- Law and politics of specialized organizations of the United Nations.Publ.: Alexandria, Skopje, 1996.
- Theory of international relations and foreign politics. publ.: Plato, Belgrade, 1998.
- International relations and foreign politics (with the example of Yugoslav relations with the United Nations), Institute of Political Studies, Belgrade, 2002.
- UN and the international financial and economic organizations, publ. Institute of Political Studies, Belgrade, 2004.
- Cultural diplomacy, publ. Institute of Political Studies, Belgrade, 2004.
- Theory of International politics and Diplomacy and New definition of politics, publ. Institute of Political Studies, Belgrade, 2006, ISBN 86-7419-102-9
- Constitutional law and political system of the European Union. publ. IPS, Belgrade, 2007. ISBN 978-86-7419-144-6
- International organizations and Integrations, publ.: Institute of Political Studies, Belgrade, 2008, ISBN 978-86-7419-151-4
- World Intelectual Property Organization, publ. Institute of Political Studies, Belgrade, 2009, ISBN 978-86-7419-188-0
- Statutary order of International Organizations, publ. Institute of Political Studies, Belgrade, 2009, ISBN 978-86-7419-191-0
- International Financial Organizations, publ. Aleksandria (Alexandria) 2008, ISBN 978-9989-705-03-8, str. 1 – 184
- Co-autor in the Book: Elements of Strategy of the foreign policie of Serbia, article, Kosovo after the Declaration of Independence, publ. IMPP, 2008, ISBN 978-86-7067-110-2
- Relations of Yougoslavia with UNESCO, publ. Institute of Political Studies, Belgrade, 2010, ISBN 978-86-7419-209-2
- Дипломация, Institute of Political Studies, Belgrade, 2013, ISBN 978-86-7419-261-0
- Увод у дипломатију, АГМ књига, Белград, 2015. ISBN 978-86-86363-64-0